# 2447 Kronstadt
2447 Kronstadt (1973 QY1) là một tiểu hành tinh vành đai chính được phát hiện ngày 31 tháng 8 năm 1973 bởi T. Smirnova ở Nauchnyj.